# ملک مشاع

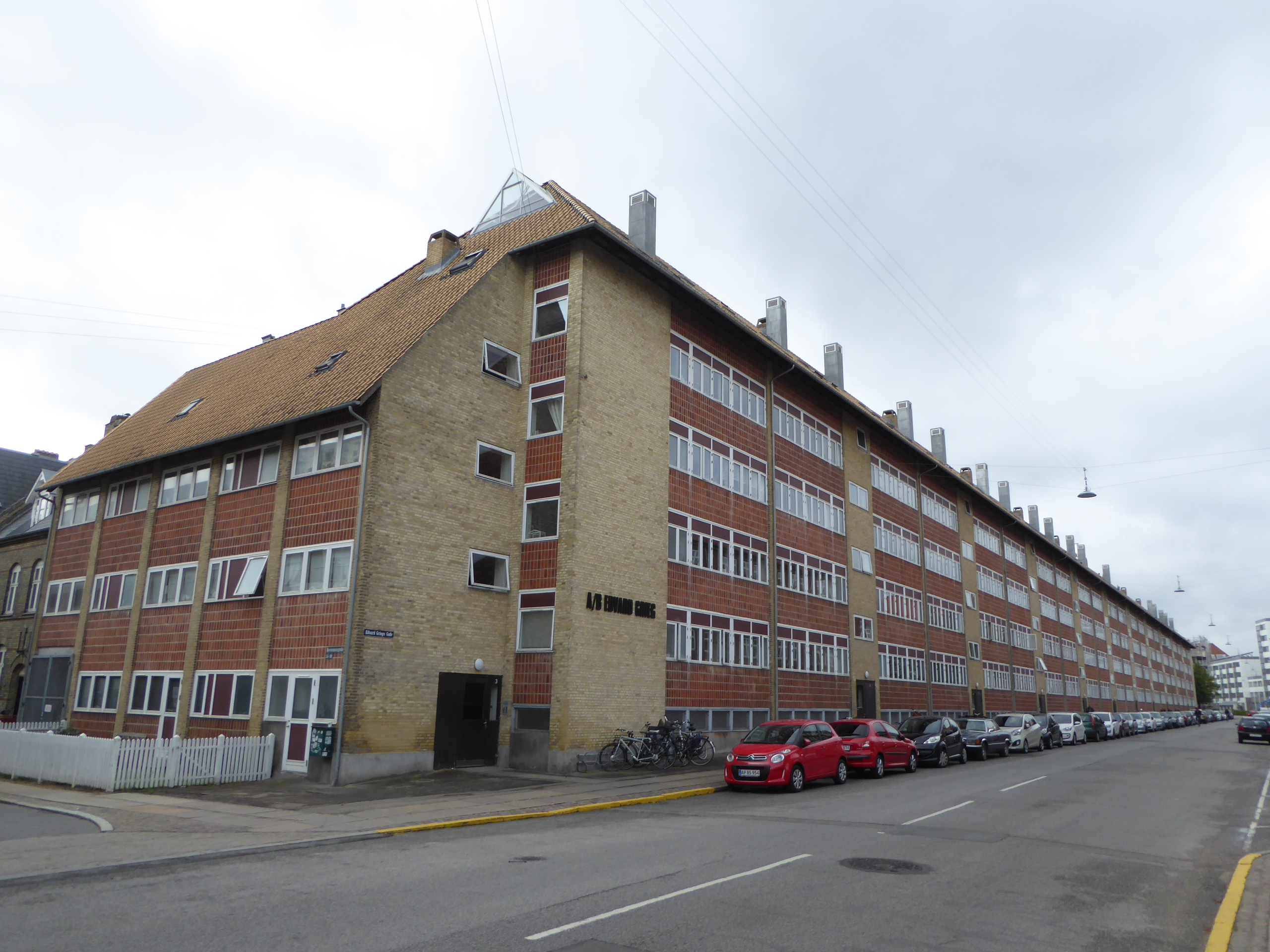
ملکی که صاحب آن یک شخص خاص نیست

مِلکِ مُشاع، به معنی خاک بخش نشده دراصطلاح به معنی سرزمین بخش نشده‌ای است که میان دو یا چند تن مشترک باشد و مالکین مشاعی در مال شریک می‌باشند بدون اینکه متصرفات آنان مشخص باشد. مشاع در مقابل مفروض (به معنای جداکرده شده‌است که مالکان و حدود آن مشخص شده) است.
از این اصطلاح دربارهٔ زمین کشورها نیز استفاده می‌شود و بیان‌کننده این موضوع است که جای جای یک کشور اعم از آب و خاک و هوا به همه افراد آن کشور در همه نسل‌ها (همه افراد ملت) تعلق دارد.

## شرایط حقوقی ملک مشاع در ایران
مال مشاع مالی است که در آن حالت اشاعه وجود داشته باشد یعنی از حیث قانونی سهم شرکاء معلوم و معین است اما از حیث جغرافیا خیر، و ایشان با یکدیگر شریکند این تعریف دارای آثار حقوقی است به‌طور مثال بحث شفعه یا دعوی افراز و … از جمله شرایط حقوقی ملک مشاع این هست که در خصوص تصرفات حقوقی، نیازی به اذن و اجازه شریک دیگر نیست؛ و ماده ۵۸۳ قانون مدنی در همین خصوص مقرر داشته‌است: «هر یک از شرکا می‌تواند بدون رضایت شرکای دیگر سهم خود را جزئاًً یا کلاً به شخص ثالثی منتقل کند». زیرا اگر حق مالکیت برای کسی شناخته شد، حق بهره‌برداری از آن را نیز خواهد داشت. ماده ۴۷۵ قانون مدنی نیز صحت اجاره مال مشاع را تأیید کرده و مقرر داشته که اجاره مال مشاع جایز است. این حکم مورد قبول اجماعیِ فقهای شیعه است و در این مورد فرقی بین اجاره به شریک و غیرِشریک قائل نشده‌اند و درهر دو حال حکم به صحت داده‌اند؛ و بدین ترتیب شریک می‌تواند سهم خود را به غیر بفروشد و بنابراین حتی می‌تواند این حق را در قالب اجاره به دیگری نیز واگذار کند و در حقیقت مستأجر را جانشین وضعیت خویش می‌کند. در فقه امامیه فرقی بین اجاره به شریک و اجاره به اجنبی (ثالث و غیر شریک) قایل نشده و در هر دو فرض، حکم به صحت اجاره داده‌اند؛ و در نظر فقهای شیعه فرقی نیست بین اینکه (مال مشاع) به شریک اجاره داده شود یا به یک شخص بیگانه و در مسالک گفته شده این امر مورد توافق فقهای امامیه است و اجاره مال مشاع هم به شریک و هم به غیر شریک جایز است؛ و با عنایت به اینکه امتنان در حق دیگران نباید مانع امتنان در حق خود باشد و هیچ‌کسی تکلیف ندارد برای رفع ضرر از دیگری، خود را به ضرر بیندازد، همچنین همان گونه که مالک می‌تواند تمام سهم مشاع خود را اجاره دهد همچنین می‌تواند جزئی از آن را نیز اجاره بدهد و نه تنها اجاره کل سهم مشاع توسط یک شریک به غیرجایز است، اجاره جزئی از آن نیز صحیح و معتبر است.
در خصوص تصرفات حقوقی، نیازی به اذن و اجازه شریک دیگر نیست، اما اگر یکی از شرکا سهم خود را به اجاره داد می‌تواند از هر یک از شرکای دیگر برای تسلیم عین مستأجره اذن بگیرد و اگر «همگیِ آنان» از دادن اذن خودداری کنند، وی می‌تواند به حاکم رجوع کند و حاکم ملزم به تسلیم از راه تقسیم عین یا تقسیم مهایاتی خواهد کرد و اگر باز امتناع کردند حاکم از باب اینکه ولی ممتنع است خود اجازه خواهد داد. حال اگر شریک بدون اجازه گرفتن از شرکا یا بدون مراجعه به حاکم خود مال مشاع را تسلیم کند فقها اکثراً از جمله محمدحسن نجفی، قدیری و حسینی شیرازی گفته‌اند این سرایت به حکم وضعی نمی‌کند در نتیجه تسلیم صحیح بوده و آثار تسلیم قانونی بر آن بار می‌شود جز اینکه اگر مستأجر در مال تصرف کند موجب ضمان است. در دیگر کشورها نیز مثلاً حقوق کشور مصر در این زمینه تا حدودی متفاوت است زیرا اصولاً تصرف در حال مال مشاع از جمله اجاره، به تصمیمِ اکثریت واگذار شده‌است حتی ممکن است به رغم اینکه شریکی سهم خود را به اجاره داده‌است اکثریت تصمیم به اجاره دادن مال به کس دیگری بگیرند که در نتیجه، اجاره سهمِ مشاعِ شریک قابلیت استناد در برابر دیگر شرکا را از دست خواهد داد.

### تقسیم مال مشاع
به موجب ماده ۵۸۹ قانون مدنی ایران «هر شریک المال می تواند  هروقت بخواهد تقاضای تقسیم مال مشترک را بنماید...» بنابراین مال مشاع به درخواست یک یا چند شریک قابل تقسیم است اما شیوه های تقسیم متفاوت است که براساس نوع مال از حیث قابلیت تقسیم و یا عدم تقسیم چهار نوع خواهد بود:
- تقسیم به افراز
- تقسیم به تعدیل
- تقسیم به رد
- تقسیم به وسیله فروش

افراز
اِفراز در فقه و حقوق ایران عبارت است از تقسیم کردن مال مشاعی بین دو یا چند نفر شریک. این تقسیم‌بندی براساس سهم هریک از شرکا انجام می‌شود.
اِفراز می‌تواند به‌صورت برابر و تراضی بین طرفین، یا اجباراً و از طریق حکم دادگاه صالحه انجام شود.
افراز را نباید با تفکیک اشتباه گرفت، زیرا تفکیک در عرف ثبتی عبارت است از تقسیم مال غیرمنقولِ حداقل یک نفر به قطعات کوچک‌تر، اما در افراز باید مالکیت در اختیار بیش از یک نفر باشد.

#### افراز در ملک مشاع
تفکیک با رضایت و در حالت تفاهم مالکین مشاع امکان‌پذیر است ولی لازمه افراز عدم تفاهم و رضایت، و وجود اختلاف نسبت به حصه یکدیگر هست و پس از افراز کردن، شراکت خاتمه یافته و هرکدام از شرکاء مالک قطعه زمین خود خواهند بود؛ بدین ترتیب که پس از تفکیک در املاک حالت اشاعه باقی است، امّا پس از افراز حالت اشاعه از بین می‌رود و شراکتی وجود ندارد.

##### دعوی تقسیم ملک مشاع یا دعوی افراز
اگر یک یا چند نفر از شرکاء ملک مشاعی راضی به تقسیم ، در این صورت شریکی که مایل است خود را از قید اشاعه برهاند، می‌تواند از دادگاه حکم به تقسیم را درخواست نماید و در صورت عدم توافق بین شرکاء حاکم اجبار به تقسیم می‌نماید، این تقاضا در صورتی پذیرفته می‌شود که مال قابل تقسیم باشد. زیرا ضرر شریک قاعده تسلیط را محدود می‌کند و بر آن حکومت دارد. در این‌گونه موارد راه جمع بین حقوق طرفین این است که شریک بر اساس ماده ۳۱۷ قانون امور حسبی، فروش مال مشترک، و تقسیم بهای آن را از دادگاه درخواست نماید.

##### دستور فروش ملک مشاعی
ماده ۴ قانون افراز و فروش املاک مشاع مقرر می‌دارد که «ملکی که به موجب تصمیم قطعی غیرقابل افراز تشخیص شود، با تقاضای هر یک از شرکاء و به دستور دادگاه شهرستان فروخته می‌شود». در صورتی که بَنا به تصمیم واحد ثبتی، ملکِ غیرقابل افراز تشخیص داده شود، گواهینامه‌ای به متقاضی تسلیم می‌شود که در آن غیرقابل افراز، و تقسیم بودن ملک اعلام می‌گردد؛ و شریکِ متقاضی، به استناد گواهی‌نامه یادشده و سایر اسناد و مدارک مالکیت، درخواست خود را مبنی بر فروش ملک به دادگاه حقوقی تقدیم، و دادگاه پس از صدور دستور فروش آن را به دایره اجرا، خواهد سپرد و مدیر اجرا نیز وفق مقررات قانون اجرای احکام مدنی نسبت به مزایده و فروش مال غیرمنقول اقدام می‌نماید.

### شراکت بین دو نفر
شفعه، یعنی از نظر فقه امامیه اگر دو نفر مالک یک مال چون زمین باشند و احدی از آن‌ها سهم خود را به بیع (نه عقدی دیگر) واگذار نماید دیگری می‌تواند آن را با پرداخت ثمن بخرد و نسبت به منتقلٌ‌الیه قهراً ارجح است. البته بر اساس ماده ۸۰۸ قانون مدنی، مال غیرمنقول مشاع بین ۲ نفر، باید قابل‌تقسیم باشد تا در اثر فروش یکی از ۲ شریک، دیگری با استفاده از حق شفعه حصه شریک دیگر را تصاحب کند و مانع از ضرر به خود شود، درنتیجه حق شفعه در ملک قابل‌تقسیم به وجود می‌آید تا بدین‌وسیله از ضرری که مالک سهم مشاع در اثر تقسیم متحمل می‌شود، جلوگیری شود اما در ملک غیرقابل تقسیم، این ضرر متصور نیست.
اخذ به شفعه در صورتی به مال غیرمنقول تعلق می‌گیرد که شراکت فقط بین ۲ نفر وجود داشته باشد و این مورد به‌صراحت در ماده ۸۰۸ قانونی مدنی تصریح شده‌است بنابراین چنانچه تعداد شرکا بیشتر باشد، دیگر حق شفعه‌ای وجود نخواهد داشت. حکم اخذ به شفعه برخلاف قاعده است و در موردتردید در وجود آن، اصل بر نبود آن است.